# Tinodes kimminsi
Tinodes kimminsi is een schietmot uit de familie Psychomyiidae. De soort komt voor in het Palearctisch gebied.